# Alive 1997
Pour les articles homonymes, voir Alive.
Albums de Daft Punk
Discovery
(2001) Daft Club
(2003)
Alive 1997 est un album live de Daft Punk, issu d'un enregistrement le 8 novembre 1997 au Que Club à Birmingham en Angleterre, sorti en octobre 2001. Il n'y a qu'une seule piste, l'ensemble des différents morceaux étant mixés ensemble.
Le disque comprend un remix de l'intro de l'album Homework ainsi que des titres  tels que Da Funk, Rollin' and Scratchin' et Alive, dans des versions  modifiées. L'album se classe 25e des ventes en France à sa sortie.